# ウオンビ
ウオンビ(ベトナム語：Thành phố Uông Bí / 城庯汪秘、 listen)はベトナムの東北部のクアンニン省の都市である。2013年時点で人口は約17万人で、面積は256.3km2だった。

2011年2月25日には市社から市に昇格した。

## 行政区画
以下の9坊1社から構成される。
- バクソン坊（Bắc Sơn / 北山）
- ナムケー坊（Nam Khê / 南溪）
- フオンドン坊（Phương Đông / 方東）
- フオンナム坊（Phương Nam / 方南）
- クアンチュン坊（Quang Trung / 光中）
- タインソン坊（Thanh Sơn / 靑山）
- チュンヴオン坊（Trưng Vương / 征王）
- ヴァンザン坊（Vàng Danh / 橫爭）
- イエンタイン坊（Yên Thanh / 安靑）
- トゥオンイエンコン社（Thượng Yên Công / 上安功）